# Adelaide International 2025 - Qualificazioni singolare maschile
Le qualificazioni del singolare del Adelaide International 2025 sono state un torneo di tennis preliminare per accedere alla fase finale della manifestazione. I vincitori dell'ultimo turno sono entrati di diritto nel tabellone principale. In caso di ritiro di uno o più giocatori aventi diritto, a questi sono subentrati i lucky loser, ossia i giocatori che hanno perso nell'ultimo turno ma che avevano una classifica più alta rispetto agli altri partecipanti che avevano comunque perso nel turno finale.

## Teste di serie
1. Yoshihito Nishioka (promosso al tabellone principale)
2. Quentin Halys (primo turno, ritiro)
3. Rinky Hijikata (ultimo turno, lucky loser)
4. Benjamin Bonzi

1. Hugo Gaston (primo turno)
2. Dušan Lajović (primo turno)
3. James Duckworth
4. Damir Džumhur (primo turno)

## Qualificati
1. Yannick Hanfmann
2. James Duckworth

1. Adam Walton
2. Benjamin Bonzi

## Tabellone

### Sezione 1
|  | Primo turno | Primo turno      | Primo turno    | Primo turno | Primo turno |  |  | Ultimo turno | Ultimo turno     | Ultimo turno     | Ultimo turno | Ultimo turno |  |
|  |             |                  |                |             |             |  |  |              |                  |                  |              |              |  |
|  | Alt         | Manuel Guinard   | Manuel Guinard | 7           | 6           |  |  |              |                  |                  |              |              |  |
|  |             | Taro Daniel      | Taro Daniel    | 5           | 4           |  |  | Alt          | Manuel Guinard   | Manuel Guinard   | 61           | 3            |  |
|  |             | Yannick Hanfmann | 3              | 7           | 6           |  |  |              | Yannick Hanfmann | Yannick Hanfmann | 7            | 6            |  |
|  | 5           | Hugo Gaston      | 6              | 62          | 2           |  |  |              |                  |                  |              |              |  |

### Sezione 2
|  | Primo turno | Primo turno     | Primo turno    | Primo turno    | Primo turno |  |  | Ultimo turno | Ultimo turno    | Ultimo turno    | Ultimo turno | Ultimo turno |  |
|  |             |                 |                |                |             |  |  |              |                 |                 |              |              |  |
|  | 2           | Quentin Halys   | Quentin Halys  | Quentin Halys  | 2r          |  |  |              |                 |                 |              |              |  |
|  | WC          | Jacob Bradshaw  | Jacob Bradshaw | Jacob Bradshaw | 2           |  |  | WC           | Jacob Bradshaw  | Jacob Bradshaw  | 2            | 2            |  |
|  |             | Pavel Kotov     | 63             | 7              | 65          |  |  | 7            | James Duckworth | James Duckworth | 6            | 6            |  |
|  | 7           | James Duckworth | 7              | 67             | 7           |  |  |              |                 |                 |              |              |  |

### Sezione 3
|  | Primo turno | Primo turno    | Primo turno    | Primo turno | Primo turno |  |  | Ultimo turno | Ultimo turno   | Ultimo turno | Ultimo turno | Ultimo turno |  |
|  |             |                |                |             |             |  |  |              |                |              |              |              |  |
|  | 3           | Rinky Hijikata | Rinky Hijikata | 6           | 2           |  |  |              |                |              |              |              |  |
|  | Alt         | Omar Jasika    | Omar Jasika    | 0           | 1r          |  |  | 3            | Rinky Hijikata | 6            | 64           | 4            |  |
|  |             | Adam Walton    | 6              | 4           | 6           |  |  |              | Adam Walton    | 1            | 7            | 6            |  |
|  | 6           | Dušan Lajović  | 4              | 6           | 3           |  |  |              |                |              |              |              |  |

### Sezione 4
|  | Primo turno | Primo turno    | Primo turno    | Primo turno    | Primo turno |  |  | Ultimo turno | Ultimo turno   | Ultimo turno | Ultimo turno | Ultimo turno |  |
|  |             |                |                |                |             |  |  |              |                |              |              |              |  |
|  | 4           | Benjamin Bonzi | Benjamin Bonzi | Benjamin Bonzi | 3           |  |  |              |                |              |              |              |  |
|  |             | Fabio Fognini  | Fabio Fognini  | Fabio Fognini  | 2r          |  |  | 4            | Benjamin Bonzi | 6            | 4            | 6            |  |
|  | WC          | James McCabe   | 6              | 3              | 7           |  |  | WC           | James McCabe   | 3            | 6            | 3            |  |
|  | 8           | Damir Džumhur  | 4              | 6              | 5           |  |  |              |                |              |              |              |  |